# 778 (szám)
A 778 (római számmal: DCCLXXVIII) egy természetes szám, félprím, a 2 és a 389 szorzata.

## A szám a matematikában
A tízes számrendszerbeli 778-as a kettes számrendszerben 1100001010, a nyolcas számrendszerben 1412, a tizenhatos számrendszerben 30A alakban írható fel.
A 778 páros szám, összetett szám, azon belül félprím, kanonikus alakban a 21 · 3891 szorzattal, normálalakban a 7,78 · 102 szorzattal írható fel. Négy osztója van a természetes számok halmazán, ezek növekvő sorrendben: 1, 2, 389 és 778.
A 778 négyzete 605 284, köbe 470 910 952, négyzetgyöke 27,89265, köbgyöke 9,19729, reciproka 0,0012853. A 778 egység sugarú kör kerülete 4888,31817 egység, területe 1 901 555,768 területegység; a 778 egység sugarú gömb térfogata 1 972 547 183,1 térfogategység.